# Premijer liga (pallavolo femminile)
La Premijer liga è la massima serie del campionato bosniaco di pallavolo femminile: al torneo partecipano dieci squadre di club bosniache e la squadra vincitrice si fregia del titolo di campione di Bosnia ed Erzegovina.

## Albo d'oro
| Anno             | Podio             | Podio           | Podio             |
| Campione         | Seconda           | Terza           |                   |
| ---------------- | ----------------- | --------------- | ----------------- |
| 1993-94 Dettagli | Jelovica Tuzla    | -               | -                 |
| 1994-95 Dettagli | OK Breza          | -               | -                 |
| 1995-96 Dettagli | OK Lukavac        | -               | -                 |
| 1996-97 Dettagli | OK Lukavac        | -               | -                 |
| 1997-98 Dettagli | Dobrinja          | -               | -                 |
| 1998-99 Dettagli | OK Lukavac        | -               | -                 |
| 1999-00 Dettagli | Dobrinja          | -               | -                 |
| 2000-01 Dettagli | Dobrinja          | -               | -                 |
| 2001-02 Dettagli | ŽOK Polo Kalesija | -               | -                 |
| 2002-03 Dettagli | ŽOK Polo Kalesija | -               | -                 |
| 2003-04 Dettagli | Dobrinja          | -               | -                 |
| 2004-05 Dettagli | ?                 | -               | -                 |
| 2005-06 Dettagli | Jelovica Tuzla    | Jedinstvo Brčko | ŽOK Polo Kalesija |
| 2006-07 Dettagli | Jedinstvo Brčko   | Dobrinja        | ŽOK Polo Kalesija |
| 2007-08 Dettagli | Jedinstvo Brčko   | Dobrinja        | OK Kakanj         |
| 2008-09 Dettagli | Jedinstvo Brčko   | OK Kakanj       | Kula Gradačac     |
| 2009-10 Dettagli | Jedinstvo Brčko   | Kula Gradačac   | Dobrinja          |
| 2010-11 Dettagli | Jedinstvo Brčko   | Kula Gradačac   | Jahorina          |
| 2011-12 Dettagli | Jedinstvo Brčko   | Kula Gradačac   | Gacko             |
| 2012-03 Dettagli | Jedinstvo Brčko   | Kula Gradačac   | Gacko             |
| 2013-14 Dettagli | Jedinstvo Brčko   | Gacko           | Kula Gradačac     |
| 2014-15 Dettagli | Jedinstvo Brčko   | Gacko           | Kula Gradačac     |
| 2015-16 Dettagli | Jedinstvo Brčko   | Gacko           | Kula Gradačac     |
| 2016-17 Dettagli | Jedinstvo Brčko   | Gacko           | Banjaluka         |
| 2017-18 Dettagli | Jedinstvo Brčko   | Kula Gradačac   | Gacko             |
| 2018-19 Dettagli | Jedinstvo Brčko   | Banjaluka       | Gacko             |
| 2019-20 Dettagli | Non assegnata     | Non assegnata   | Non assegnata     |
| 2020-21 Dettagli | Jedinstvo Brčko   | Banjaluka       | Gacko             |
| 2021-22 Dettagli | Jedinstvo Brčko   | Gacko           | Banjaluka         |
| 2022-23 Dettagli | Gacko             | Jedinstvo Brčko | Banjaluka         |

## Palmarès
| Squadra           | Titolo | Stagione |
| ----------------- | ------ | --- |
| Jedinstvo Brčko   | 15     | 2006-07, 2007-08, 2008-09, 2009-10, 2010-11, 2011-12, 2012-13, 2013-14, 2014-15, 2015-16, 2016-17, 2017-18, 2018-19, 2020-21, 2021-22 |
| Dobrinja          | 4      | 1997-98, 1999-00, 2000-01, 2003-04 |
| OK Lukavac        | 3      | 1995-96, 1996-97, 1998-99 |
| Jelovica Tuzla    | 2      | 1993-94, 2005-06 |
| ŽOK Polo Kalesija | 2      | 2001-02, 2002-03 |
| OK Breza          | 1      | 1994-95 |
| Gacko             | 1      | 2022-23 |